# Celestat-Palais Krakau

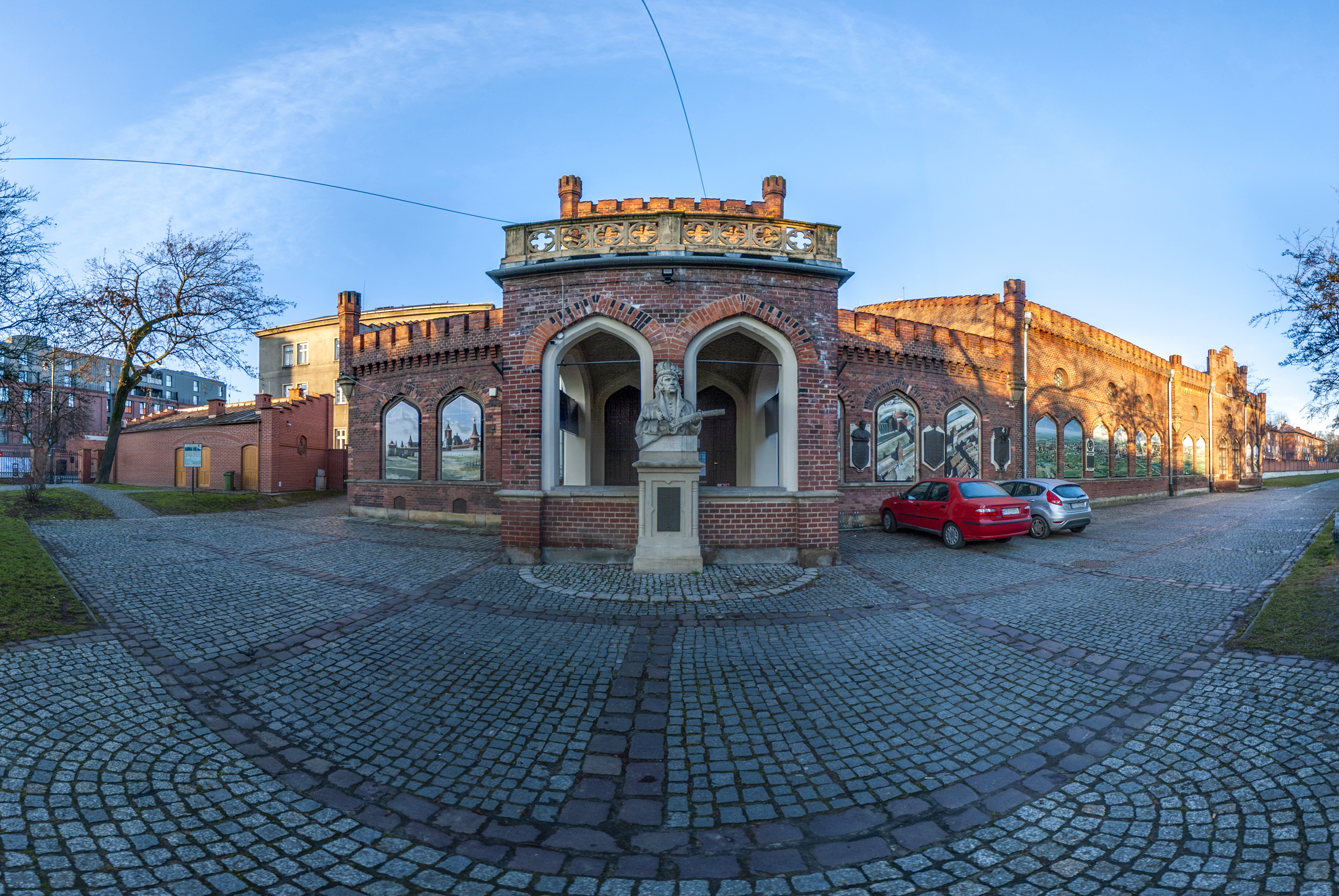
Celestat

Das Celestat-Palais (polnisch Celestat) in Krakau (Woiwodschaft Kleinpolen) ist ein Palais, das von Tomasz Majewski und Francesco Maria Lanci für die Krakauer Schützengesellschaft erbaut wurde. Der Name Celestat leitet sich vom deutschen Begriff Zielstätte ab.

## Lage und Beschreibung
Das Gebäude liegt im Stadtteil Wesoła, der sich unmittelbar östlich der Krakauer Altstadt anschließt.

## Geschichte
Die Krakauer Schützengesellschaft besteht seit dem Mittelalter und hatte ihren Sitz an wechselnden Orten in der Umgebung der Stadt, unter anderm am Nikolaustor sowie am Königsschloss Łobzów. 1837 erwarb sie das Gelände am heutigen Strzelecki-Park und ließ das Palais als ihren Sitz errichten. Es war das erste neugotische Gebäude in Krakau. Franz Joseph (1851 und 1880) und Rudolf Habsburg (1887) besuchten das Palais und die Schützengesellschaft. Im 19. Jahrhundert wurden Statuen von Walery Gadomski und Michał Korpal vor dem Palais aufgestellt. Während der Weltkriege diente das Palais als Kaserne für die k.-und-k. Armee bzw. für die Wehrmacht. In der Zwischenkriegszeit wurde es vom YMCA genutzt. Erst nach der Wende 1989 bekam die Schützengesellschaft das Gebäude zurück. Seit 1997 wird es als Museum genutzt.